# Francisco Melo
Juan Francisco Melo Miquel (Santiago, 14 de febrero de 1966) es un actor y productor chileno de cine, teatro y televisión.
Melo es conocido por sus interpretaciones en las exitosas telenovelas; Sucupira, Iorana, La fiera, Romané, Pampa Ilusión, El circo de las Montini, Los Pincheira, Los treinta, Alguien te mira, ¿Dónde está Elisa? y Vuelve temprano, entre otras.
Su primera actuación fue en el programa programa de televisión Cachureos de Televisión Nacional de Chile. También condujo Nosotros que las queremos tanto en 2004, y Algo habrán hecho en 2010, ambos transmitidos por TVN. En 2006, Melo es nombrado por Chile elige como el «cuarto mejor actor chileno de todos los tiempos».

## Biografía
Nació en Santiago de Chile en 1966. Proviene de una familia muy católica y conservadora donde él es el quinto de seis hermanos.
Al salir de cuarto medio en 1983 del Colegio San Ignacio El Bosque entró a estudiar la carrera de Ingeniería Mecánica en la USACH, pero luego de tres años decidió salirse para cursar estudios de Teatro en el Departamento de Teatro de la Universidad de Chile. De allí egresó para obtener una gran participación en el teatro chileno logrando ser partícipe de variadas obras lo que le ayudó a tener roce con múltiples directores que, posteriormente, lo llevarían a la pantalla grande.
Su debut en las tablas sería en 1990 con Marat Sade bajo la dirección de Fernando González con quien repetiría la participación en 1991 en la obra llamada La comedia Española, del dramaturgo Jaime Silva, en donde interpretaría al protagonista: Cristóbal Colón. Un año más tarde sería reclutado por la directora Alejandra Gutiérrez para protagonizar la obra Roberto Zucco. Siguiendo con la compañía "Teatro Nacional" actuó en Mala Onda de Willy Semler y en La Catedral de la Luz dirigida por su colega y amigo Alfredo Castro. En 1999 se embarcó en una gira por Europa al reemplazar a Bastián Bodenhofer en la obra Jugar con Fuego. Tiempo después estuvo presente en Patas de Perro de Carlos Droguett y dirigida nuevamente por Alfredo Castro y luego en El coordinador de Benjamín Galemiri, pero dirigida por Rodrigo Pérez. Una de sus últimas participaciones ha sido junto a su amigo Alfredo Castro en Psicosis 4:48 y Tartufo con dirección de Raúl Osorio.
En 2002 obtuvo su primer papel principal en televisión, al lado de Claudia di Girolamo, con quien protagonizó El circo de las Montini en Televisión Nacional de Chile, dirigido por Vicente Sabatini, con gran éxito de audiencia.
En 2005 creó junto a su hermano José Luis, su amigo Felipe Castro y Pablo Álvarez la productora teatral Fiebre con la cual ha montado grandes espectáculos como El mercader de Venecia, Pancho Villa y Fuenteovejuna.
En septiembre de 2009 Pancho fue invitado especialmente para posar y modelar para la marca internacional Paco Rabanne.
En 2010 se confirmó su presencia en la obra La casa de los espíritus, inspirada en la novela de la escritora chilena Isabel Allende en la cual representaría al personaje de Esteban Trueba. El rol es de un hombre cuyo norte es el control y la supremacía y que tiene una necesidad por el dinero.
A comienzos de 2016 deja el Área Dramática de TVN, luego de pertenecer más de 20 años en el canal estatal, y emigra al Área Dramática de Mega.

### ¿Dónde está Elisa?
El 21 de abril de 2009 se estrenó la telenovela nocturna ¿Dónde está Elisa? por las pantallas de TVN, en cuyo reparto se encontraba Francisco Melo como protagonista. Su rol era de un famoso empresario llamado Raimundo Domínguez, que se ve envuelto en la sospechosa desaparición de su hija, lo cual acarrea una crisis matrimonial y que se desenmascaren varios personajes y hechos, ocultos hasta ese entonces.
La teleserie fue un éxito de taquilla destacándose la actuación de Francisco por sobre otras. Para inspirarse en el personaje Melo reconoció que tuvo qué imaginar que pasaría si su hija Florencia desapareciera inesperadamente. Además recordó la muerte de Gerónimo Infante, hijo de un primo suyo que fue encontrado muerto tras haber desaparecido misteriosamente por meses.

En ¿Dónde está Elisa? el hecho que esto le pase a gente con mucho poder, potencia la curva dramática. La caída de Raimundo Domínguez es mucho más estrepitosa porque es un hombre acostumbrado a tener el control de todo.

Lo que más me ayudó a trabajar fue la sensación de que me sucediera a mí.

Tras el éxito de la telenovela, los derechos del guion se vendieron a más de diez países entre ellos: Estados Unidos, Venezuela, Ecuador, Perú, Turquía, Colombia y Argentina.

## Vida personal
Es muy cauto al respecto de su vida privada. Estuvo casado con la también actriz Patricia Velasco con quien tuvo dos hijos; Florencia y Vicente. Tras casi una década de matrimonio se divorciaron. Tiempo después fue vinculado con la actriz Amparo Noguera, hija del famoso actor Héctor Noguera con la cual mantuvo una relación de muy bajo perfil. Desde 2004 mantiene una relación estable con la actriz Daniela Lhorente de quien afirma sentirse casado y muy estable.
En cuanto a causas sociales hace años que participa en la corporación Demu que combate la violencia contra la mujer, también es parte de la fundación Opción la cual es defensora de los derechos infantiles. En la misma línea de los derechos del niño fue rostro de la fundación Héroes por opción.
En noviembre de 2009 participó en la campaña de Greenpeace denominada Lo que le haces al planeta te lo haces a ti. En ella posó junto a otros personajes connotados como Javiera Contador y Felipe Camiroaga. Su rostro fue puesto en un afiche en el cual aparecía siendo "erosionado" y "explotado". La imagen buscaba sensibilizar a la gente mediante la representación de los daños que actualmente se le están haciendo al planeta Tierra producto del cambio climático.
En marzo de 2009 recibe el premio Elena Caffarena Morice, el cual se entrega cada ocho de marzo a aquellos personajes que aportan al desarrollo de la igualdad de género, debido a su activa participación en la fundación DEMU, institución que trabaja en pro de la no violencia contra la mujer. Para octubre del mismo año oficializó su apoyo a la campaña presidencial del candidato independiente Marco Enríquez-Ominami. En ella estuvo presente en los videos de la franja electoral presidencial. Según el actor, MEO era el hombre capaz de desarrollar una nueva política más honesta y aseguraba que esa campaña lo identificaba. Sin embargo esta no fue la única vez que Francisco manifestaba su apoyo públicamente a algún personaje. El 27 de julio de 2010 reconoció abiertamente que Isabel Allende era su candidata para ganar el Premio Nacional de Literatura del mismo año.

Creo que ella ha demostrado -con el hecho que su obra haya sido llevada al cine y el teatro- que es una tremenda artista, sin duda

## Filmografía
| Año  | Título                | Papel                | Director            |
| ---- | --------------------- | -------------------- | ------------------- |
| 1999 | Tuve un sueño contigo | Francisco Padilla    | Gonzalo Justiniano  |
| 1999 | Misa de requiém       | Carlos de Remantería | Alberto Daiber      |
| 2001 | La tercera oreja      | —                    | Nicolás Acuña       |
| 2004 | Gente decente         | Roberto              | Edgardo Viereck     |
| 2005 | Perjudícame cariño    | Fernando             | Alberto Daiber      |
| 2007 | La gravedad del púgil | Alcalde Dupui        | Jorge Mella         |
| 2008 | El brindis            | David                | Shai Agosin         |
| 2010 | El inquisidor         | Alonso de Toledo     | Joaquín Eyzaguirre  |
| 2012 | Educación física      | Juan José            | Pablo Cerda         |
| 2015 | El bosque de Karadima | José Aguirre         | Matías Lira         |
| 2015 | Toro loco             | Toro loco            | Patricio Valladares |
| 2023 | Oro amargo            | Pacífico Peralta     | Juan Francisco Olea |

| Año  | Título                      | Papel   | Director           |
| ---- | --------------------------- | ------- | ------------------ |
| 1997 | Juan, 12 años               | —       | Raúl Cruz Gabe     |
| 1998 | Futuro house                | —       | Arnaldo Rodríguez  |
| 2001 | Sanza                       | —       | Esteban Valenzuela |
| 2009 | El sueño del muerto Padilla | Padilla | Pablo Vial         |
| 2013 | Necrolovers                 | —       | Víctor Uribe       |
| 2018 | La intervención del sueño   | Andreas | Pablo Vial         |

## Televisión
| Año       | Título                  | Papel                        | Ref.   |
| --------- | ----------------------- | ---------------------------- | ------ |
| 1994      | Top secret              | Rubén Blin                   |        |
| 1995      | Estúpido cupido         | Peter O'Kelly                |        |
| 1996      | Sucupira                | Diógenes Tobar               |        |
| 1997      | Oro verde               | Felipe García                |        |
| 1998      | Iorana                  | Yorgo Ismael                 |        |
| 1999      | La fiera                | Julio Alvarado               |        |
| 2000      | Romané                  | Rafael Domínguez             | [ 16 ] |
| 2001      | Pampa Ilusión           | Manuel Clark                 | [ 17 ] |
| 2002      | El circo de las Montini | David Valenti                | [ 18 ] |
| 2003      | Puertas adentro         | Bruno Martínez               |        |
| 2004      | Los Pincheira           | Chadi Abu Kassem             |        |
| 2005      | Los treinta             | Fernando Hidalgo             |        |
| 2005      | Versus                  | Diego Saldaña / Iván Saldaña |        |
| 2007      | Alguien te mira         | Rodrigo Quintana             |        |
| 2007      | Amor por accidente      | Martín Amenábar              |        |
| 2008      | Viuda alegre            | Félix Mujica                 |        |
| 2009      | ¿Dónde está Elisa?      | Raimundo Domínguez           | [ 19 ] |
| 2010–2011 | 40 y tantos             | Diego Elizalde               |        |
| 2011      | Témpano                 | Álvaro Grau                  |        |
| 2012      | Reserva de familia      | Miguel Ruiz-Tagle            |        |
| 2013      | Dos por uno             | Gonzalo Meyer                |        |
| 2014      | Vuelve temprano         | Antonio Fuenzalida           | [ 20 ] |
| 2014–2015 | Caleta del sol          | Crescente Maturana           |        |
| 2015      | La poseída              | Eleodoro Mackenna            |        |
| 2016–2017 | Señores papis           | Fernando Pereira             | [ 21 ] |
| 2017–2018 | Tranquilo papá          | Domingo Aldunate             |        |
| 2018–2019 | Isla paraíso            | Óscar León                   |        |
| 2021      | Edificio corona         | Sergio Correa                |        |
| 2022–2023 | Hijos del desierto      | Gregorio Sanfuentes          |        |
| 2024      | Al sur del corazón      | Manuel Toro                  | [ 22 ] |
| 2024–2025 | Los Casablanca          | Iván Casablanca              |        |

| Año       | Título                          | Papel                     | Ref.   |
| --------- | ------------------------------- | ------------------------- | ------ |
| 1996      | La Buhardilla                   | Felipe Siqueiros          |        |
| 1997      | Las historias de Sussi          | Francisco                 |        |
| 1998      | Mi abuelo, mi nana y yo         | Alberto                   |        |
| 1998      | Brigada Escorpión               | Félix Montero             |        |
| 1998-1999 | Sucupira, la comedia            | Diógenes Tobar            |        |
| 2003      | Cuentos de mujeres              | Matías                    |        |
| 2004      | Justicia para todos             | Germán Reyes              |        |
| 2004      | Tiempo final                    | Pablo                     |        |
| 2006      | El Aval                         | Martín Rivera             | [ 23 ] |
| 2007      | Cárcel de Mujeres               | Daniel Enríquez           | [ 24 ] |
| 2008      | Aída                            | —                         |        |
| 2011-2013 | Los Archivos del Cardenal       | Cristián Precht           |        |
| 2011-2013 | Prófugos                        | Emiliano Encina           | [ 25 ] |
| 2012      | Lynch                           | Gabriel Hoffmann          |        |
| 2015      | Sitiados                        | Alonso Carvallo y Vásquez | [ 26 ] |
| 2015      | El bosque de Karadima, la serie | José Aguirre Ovalle       |        |
| 2018-2024 | La cacería                      | César Rojas               | [ 27 ] |
| 2020      | Historias de cuarentena         | Pablo Ortega              | [ 28 ] |

#### Programas de televisión
- 31 minutos (TVN, 2003) - (Ep. "Enfermosis")
- Nosotros que las queremos tanto (TVN, 2004) - Conductor
- De pé a pá (TVN, 2005) - Fernando Hidalgo
- Animal nocturno (TVN, 2009) - Invitado
- Algo habrán hecho por la historia de Chile (TVN, 2010) - Conductor
- Halcón y Camaleón (TVN, 2010) - Invitado
- Sin maquillaje (TVN, 2011) - Invitado
- La dimensión Rossa (TVN, 2012) - Invitado
- Buenos días a todos (TVN, 2012) - Invitado
- Zona de Estrellas (Zona Latina, 2013) - Invitado
- Mentiras verdaderas (La Red, 2014) - Invitado
- La Maleta de Nicanor (TVN, 2014) - Nicanor Parra
- Más que 2 (TVN, 2014) - Invitado
- Lip Sync Chile (TVN, 2015) - Participante
- Melo & Astorga  (TVN, 2015) - Conductor
- Mentiras verdaderas (La Red, 2015) - Invitado
- Mucho gusto (Mega, 2016) - Invitado
- Morandé con compañía (Mega, 2016) - Invitado
- Viva la pipol (Chilevision, 2019) - Invitado

## Teatro
- Marat Sade
- La comedia española
- Roberto Zucco
- Mala Onda
- 1995 - La catedral de la luz (Protagonista junto a Claudia Di Girolamo)
- Jugar con fuego
- Patas de perro
- El coordinador
- 2002 - Desvastados
- 2004 - Psicosis 4:48 (Protagonista junto a Claudia Di Girolamo)
- Tartufo
- 2007 - Hedda Gabler (Protagonista junto a Claudia Di Girolamo)
- Roberto Zucco
- El mercader de Venecia
- Pancho Villa
- Fuenteovejuna
- Otelo
- La casa de los espíritus
- Las brujas de Salem
- Coronación
- Divorciados
- Fausto Sudaca
- El misántropo (2019)
- La verdad (2019)
- La Familia de Marco Antonio de la Parra
- La clausura del amor (2021)
- En tu cara veo a las Amazonas de Valentina Vallejos (2023) *Radioteatro

## Radio
- Clásicos Universo - Radio Universo
- Terapia Intensiva - FM Tiempo

## Publicidad
- Philips - (1995)
- Hyundai - (2010-presente)
- Falabella - (2010-presente)
- Hogar de cristo - (2012)
- Milka - (2020-presente)

## Premios y nominaciones
|                                        | Año  | Categoría                                         | Telenovela/Obra                 | Resultado |
| -------------------------------------- | ---- | ------------------------------------------------- | ------------------------------- | --------- |
| Premio Altazor de las Artes Nacionales | 2000 | Mejor actor de televisión                         | La Fiera                        | Nominado  |
| Premio Altazor de las Artes Nacionales | 2005 | Mejor actor de televisión                         | Los Pincheira                   | Nominado  |
| Premio Altazor de las Artes Nacionales | 2006 | Mejor actor de televisión                         | Los treinta                     | Nominado  |
| Premio Altazor de las Artes Nacionales | 2008 | Mejor actor de televisión                         | Alguien te mira                 | Nominado  |
| Premio Altazor de las Artes Nacionales | 2010 | Mejor actor de televisión                         | ¿Dónde está Elisa?              | Nominado  |
| Premio Altazor de las Artes Nacionales | 2009 | Mejor actor de teatro                             | El mercader de Venecia          | Nominado  |
| Premios Apes                           | 2002 | Mejor actor principal de televisión               | El circo de las Montini         | Nominado  |
| Premios Apes                           | 2004 | Mejor actor de reparto en televisión              | Los Pincheira                   | Nominado  |
| Festival de Cine de San Diego          | 2008 | Premio del público                                | El brindis                      | Ganador   |
| Premios Caleuche                       | 2016 | Mejor actor protagónico de teleseries             | La poseída                      | Nominado  |
| Premios Caleuche                       | 2017 | Mejor actor protagónico de teleseries             | Sres. papis                     | Ganador   |
| Premios Caleuche                       | 2018 | Mejor actor protagónico de series                 | La cacería                      | Nominado  |
| Premios Caleuche                       | 2025 | Mejor actor protagónico de teleseries             | Al sur del corazón              | Nominado  |
| Premios Caleuche                       | 2025 | Mejor actor protagónico de series                 | La cacería: En el fin del mundo | Nominado  |
| Copihue de Oro                         | 2005 | Actor popular                                     | Los treinta                     | Nominado  |
| Copihue de Oro                         | 2009 | Actor popular                                     | ¿Dónde está Elisa?              | Ganador   |
| Copihue de Oro                         | 2014 | Actor popular                                     | Vuelve temprano                 | Nominado  |
| Copihue de Oro                         | 2015 | Actor popular                                     | La poseída                      | Nominado  |
| Copihue de Oro                         | 2016 | Actor popular                                     | Sres. papis                     | Nominado  |
| Copihue de Oro                         | 2017 | Actor popular                                     | Tranquilo papá                  | Nominado  |
| Copihue de Oro                         | 2018 | Actor popular                                     | La cacería                      | Nominado  |
| Copihue de Oro                         | 2019 | Actor popular                                     | Isla paraíso                    | Nominado  |
| Premios Fotech                         | 2004 | Mejor personaje de comedia masculino              | Los Pincheira                   | Ganador   |
| Premios Fotech                         | 2009 | Mejor actor principal                             | ¿Dónde está Elisa?              | Ganador   |
| Produ Awards                           | 2022 | Mejor actor de reparto en superserie y telenovela | Hijos del desierto              | Nominado  |